# Caladenia ancylosa
Caladenia ancylosa é uma espécie de orquídea geófita, família Orchidaceae, de Vitória,Austrália,  onde cresce em grupos esparsos ou ocasionalmente grandes colônias, em bosques, ou locais de vegetação arbustiva, charnecas, e afloramentos de granito, em áreas de solo bem drenado mas ocasionalmente em áreas sazonalmente alagadiças.
São plantas com uma única folha basal pubescente com marcas proeminentes púrpura perto da base, e uma inflorescência rija, fina e densamente pubescente, com uma ou poucas flores, que vagamente lembram uma aranha, muito estreitas, caudadas, e bem esparramadas, normalmente pendentes. Em conjunto formam grupo vistoso quando sua floração é estimulada por incêndios de verão. Classifica-se no subgênero Calonema formado por cerca de 130 espécies, tratadas por David Jones como gênero Arachnorchis.

## Publicação e sinônimos
- Caladenia ancylosa (D.L.Jones)  G.N.Backh., Vict. Naturalist 124: 124 (2007).

Sinônimos homotípicos:
- Arachnorchis ancylosa D.L.Jones, Austral. Orchid Res. 5: 51 (2006).